# 働き方改革関連法
働き方改革関連法（はたらきかたかいかくかんれんほう）、正式名称は働き方改革を推進するための関係法律の整備に関する法律（はたらきかたかいかくをすいしんするためのかんけいほうりつのせいびにかんするほう）略して働き方改革一括法（はたらきかたかいかくいっかつほう）は、日本法における8本の労働法の改正を行うための法律である。
1. 労働基準法
2. 労働安全衛生法
3. 労働時間等の設定の改善に関する特別措置法
4. じん肺法
5. 雇用対策法
6. 労働契約法
7. 短時間労働者及び有期雇用労働者の雇用管理の改善等に関する法律（パートタイム労働法）
8. 労働者派遣事業の適正な運営の確保及び派遣労働者の保護等に関する法律（労働者派遣法）

第4次安倍内閣（安倍晋三首相、自公連立政権）下の2018年（平成30年）4月6日に第196回国会に提出され、6月29日の参議院本会議で与党などの賛成多数で可決、成立した。同年7月6日公布、翌2019年（平成31年）4月1日順次施行。

## 導入の経緯
第1次安倍晋三内閣においては労働ビッグバンが提唱されていたが、後の年金記録問題に追われたため、法案を成立させることはできなかった。
2015年（平成27年）の第3次安倍内閣では、4月3日、時間外労働割増賃金の削減・年次有給休暇の確実な取得・フレックスタイム制見直し・企画業務型裁量労働制見直し・高度プロフェッショナル制度創設などを内容とする労働基準法等改正案が、第189回国会に提出された。
2016年（平成28年）9月26日、働き方改革実現会議が発足し、翌2017年（平成29年）3月28日、第10回同会議において「働き方改革実行計画」が決定された。先の法案は「サービス残業や過労死を助長する」などの反対があって、一度も審議されないまま2年以上に渡り継続審議の状態が続いていたが、同年9月28日の衆議院解散により審議未了、廃案となった。
2018年（平成30年）1月22日、第196回国会における内閣総理大臣安倍晋三の施政方針演説では、働き方改革関連法案は同国会の最重要法案の一つと位置づけられ、閣法として同国会に提出された。

「働き方改革」を断行いたします。 ... 戦後の労働基準法制定以来、七十年ぶりの大改革であります。長年議論だけが繰り返されてきた「同一労働同一賃金」。いよいよ実現の時が来ました。雇用形態による不合理な待遇差を禁止し、「非正規」という言葉を、この国から一掃してまいります。

... 我が国に染みついた長時間労働の慣行を打ち破ります。史上初めて、労働界、経済界の合意の下に、三六協定でも超えてはならない、罰則付きの時間外労働の限度を設けます。専門性の高い仕事では、時間によらず成果で評価する制度を選択できるようにします。
—安倍晋三 「第百九十六回国会における安倍内閣総理大臣施政方針演説 」、平成30年1月22日　首相官邸
衆議院での審議中に裁量労働制の労働時間データを巡って質疑が紛糾し、2月28日に裁量労働制に関わる部分を法案から削除した。
6月29日、参議院本会議で自由民主党・公明党・日本維新の会・希望の党・無所属クラブの賛成多数で可決され成立。国民民主党、立憲民主党、日本共産党などの野党が反対した。同年7月6日に公布され、翌2019年（平成31年）4月1日に順次施行される。

## 内容
2017年（平成29年）9月8日、厚生労働省が労働政策審議会に諮問し、同月15日に厚生労働大臣・加藤勝信（第3次安倍第3次改造内閣）から「おおむね妥当」と答申された「働き方改革を推進するための関係法律の整備に関する法律案要綱」の要旨は、以下の通り。
- 第1の柱：働き方改革の総合的かつ継続的な推進（雇用対策法改正）
- 第2の柱：長時間労働の是正と多様で柔軟な働き方の実現等（労働基準法等改正）
  1. 時間外労働の上限規制の導入
  2. 長時間労働抑制策・年次有給休暇取得の一部義務化
  3. フレックスタイム制の見直し
  4. 企画型裁量労働制の対象業務の追加
  5. 高度プロフェッショナル制度の創設
  6. 勤務間インターバル制度の普及促進（労働時間等の設定の改善に関する特別措置法改正）
  7. 産業医・産業保健機能の強化（労働安全衛生法・じん肺法改正）
- 第3の柱：雇用形態にかかわらない公正な待遇の確保
  1. 不合理な待遇差を解消するための規定（短時間労働者の雇用管理の改善等に関する法律（パートタイム労働法）・労働契約法改正）
  2. 派遣先との均等・均衡待遇方式か労使協定方式かを選択（労働者派遣事業の適正な運営の確保及び派遣労働者の保護等に関する法律（労働者派遣法）の改正）
  3. 労働者に対する待遇に関する説明義務の強化
  4. 行政による履行確保措置と裁判外紛争解決手続（行政ADR）の整備

### 時間外労働の上限規制
| 日を超える期間            | 通常 | 1年単位の 変形労働時間制 （3か月を超える期間） |
| ------------------------- | ---- | ---------------------------------------------- |
| 1か月                     | 45   | 42                                             |
| 1年                       | 360  | 320                                            |
| ※適用除外・猶予業務を除く |      |                                                |

時間外労働の上限は、月45時間かつ年360時間が原則。繁忙期には単月で休日労働を含み100時間未満で、月45時間の原則を上回るのは年6回までの年720時間の範囲内で、三六協定に定めた限度時間の延長ができる。違反企業や労務担当者には、6ヶ月以下の懲役または30万円以下の罰金を科す。大企業は2019年4月1日から、中小企業は2020年4月1日から適用される。

### 有給休暇の消化義務
10日以上の年次有給休暇が与えられる労働者には、本人の希望を踏まえ、このうち時季を指定して5日間以上を取得させることを企業に義務付ける。

### 高度プロフェッショナル制度
特定高度専門業務・成果型労働制（高度プロフェッショナル制度）を創設。年収1,075万円以上、本人が同意していることなどが条件で、各企業の労使委員会による決議が必要。高度プロフェッショナル制度対象者の健康確保のため、年104日以上かつ4週で4回以上の休日取得を企業に義務付ける。
1. 勤務間インターバル
2. 働く時間の上限設定
3. 連続2週間の休日確保
4. 臨時の健康診断

のいずれかを実施しなければならない。
2019年4月施行。高度プロフェッショナル制度は、おおむね3年後に政府が実際に高度プロフェッショナル制度で働く人の健康管理時間の実態や導入後の課題をまとめ、厚生労働委員会に報告し、高度プロフェッショナル制度適用者の合意内容を1年ごとに確認更新すると指針に規定、監督指導を徹底し、高度プロフェッショナル制度を導入した全ての職場に、労働基準監督署が立ち入り調査するなど、法的拘束力の無い附帯決議がついた。

### 同一労働同一賃金の推進
非常勤や有期雇用といったパートタイム労働者の待遇改善のため、仕事内容や配置転換の範囲が正社員と同じである場合は賃金や休暇、福利厚生などについて同じ待遇確保（均等待遇）を企業に義務付ける。仕事内容などに違いがある場合も不合理な格差を禁止する（均等待遇）。格差について企業は労働者に内容や理由を説明しなければならない。
派遣労働者は、
1. 派遣先企業の正社員との不合理な格差解消
2. 一定水準を満たす待遇について労使協定の締結

いずれかを実施するよう、派遣会社に義務付ける。
法解釈を明確化するため、指針を策定する。同一労働同一賃金は、大企業と派遣会社は2020年4月施行。派遣会社を除く中小企業は2021年4月施行。

### 衛生管理の強化
企業は労働時間を把握する義務を課され、産業医に労働者の労働時間など必要な情報を提供しなければならない。産業医から労働者の健康管理について勧告を受けた場合、企業は事業所ごとに労使で構成する衛生委員会で、その内容を報告しなければならない。